# Ryo Okumoto
Ryo Okumoto est un claviériste de rock progressif né le 24 mai 1959 à Osaka au Japon. Il est connu pour être le claviériste du groupe Spock's Beard.